# Bitva na řece Kalce
Bitva na řece Kalce (31. května 1223) představuje jednu z nejvýznamnějších bitev ruských dějin, z dnešního pohledu je na ní hleděno jakožto na nejslavnější porážku Slovanů. Ruská knížata a Polovci v ní utrpěli drtivou porážku od početně výrazně slabších Mongolů (dobově zvaných „Tataři“) a jejich moc byla zásadně podlomena. Mongolové sice bezprostředně do tehdejších ruských knížectví nevpadli, protože se soustředili na plenění Polovců a povolžských Bulharů, ale učinili tak v roce 1237 a úspěšně si je podmanili, k čemuž jim doposud přetrvávající vliv vítězství u Kalky hodně napomohl.

## Příčina
Východní Evropa od počátku 13. století čelila nárazům mongolských kmenů, bylo tomu tak hlavně pod vedením velkého chána Temudžina, který sám sebe nechal nazývat Čingischán, tj. Velký chán, myšleno chán všech Mongolů. Ten dokázal sjednotit Mongoly a ovládnout tak obrovské území od Číny a Koreje až po Kaspické moře. Se svým lidem se posouval dále na západ, až k Azovskému moři, kde se ruská knížata rozhodla tatarskému náporu na poslední chvíli čelit. Bitvě na řece Kalce předcházely bitvy v roce 1221 na území dnešního Ázerbájdžánu a Arménie a také bitva na řece Kubáň o rok později, kde Tataři porazili vojska Kumánů. Tento postup Tatarů ruská knížata zneklidňoval, nevěnovali mu však dostatečnou pozornost, jelikož se hlavně soustředili na plenění tehdejšího Volžského Bulharska.

## Bitva
Počátek bitvy popisuje krátký ruský letopis: „Léta 1223 přitáhlo vojsko, o jakém dosud nikdo neslyšel: bezbožníci zvaní Tataři přitáhli do polovecké země.“
Tatarské vojsko bylo vedeno dvěma zkušenými a oblíbenými vojevůdci: Nojonem Džebem a Subutajem Bagaturem. Jelikož se Tataři doposud se západními vojsky nesetkali, měla tato bitva být jakási zkouška jejich sil. Oba generálové dostali po 1 tumenu, tedy po 10 tisících bojovníků. Bitva začala pro ruská vojska zdánlivě dobře, knížeti Daniilovi se povedlo zahnat tatarské útočníky na útěk, čehož využili lukostřelci a připravili tatarská vojska o několik set mužů. Mongolové se tedy stáhli, načež Rusové reagovali vysláním tisícovky jezdců na předsunutý pluk Tatarů. I tento střet skončil pro Rusy úspěchem, což značně pozdvihlo morálku uvnitř ruské armády.
Rusové pronásledovali Tatary po devět dní, ti však lákali svým ústupem nic netušící Rusy do pasti, kterou oba generálové naplánovali u řeky Kalky. V tu chvíli se štěstí obrátilo. Tomu nahrávalo hned několik faktorů – jedním z nich byla nejednotnost ruské armády, která byla vedená hned několika knížaty, zatímco Mongolové bojovali jako jednotná armáda. Generálové využívali oblíbené taktiky rychlého útoku a ústupu, kde se rapidně střídali v útocích. V tu chvíli se ruská vojska obrátila na ústup, ruské linie se hroutily a nejednotnost a zoufalý úprk pod náporem Mongolů připravil o život asi 50 tisíc ruských vojáků jen v prvním dni bitvy. Nečestnou lstí pak vylákali z opevněného úkrytu samotného vůdce Mstislava III., kterého poté brutálně umučili během hostiny na oslavu vítězství. To znamenalo absolutní vítězství na straně Tatarů.

## Výsledek
Čingischán byl z úspěchu své "experimentální" výpravy nadšený, ujistil se, že bohatý východ Evropy je snadno porazitelný, což vedlo v roce 1237 k dobytí Kyjevské Rusi.
Vítězná vojska Tatarů mohla dále pokračovat na Krym a následovně na Ukrajinu. Zde se však z důvodu vyčerpání a únavy vojáků záhy stáhla, aby se mohla sjednotit s Čingischánovými hlavními silami v severozápadní Číně. Mongolský generál Džebe po cestě zpět zemřel, zatímco z Bagatury se stal válečný hrdina.
Ruské území se tímto dostalo pod pozdější vliv tatarského chanátu Zlatá horda (založeného v roce 1242 jedním z Čingischánových synů), jehož vládcům muselo odvádět vysoké poplatky.